# Taburno Falanghina
Il Taburno Falanghina è un vino DOC la cui produzione è consentita nella provincia di Benevento.

## Caratteristiche organolettiche
- colore: paglierino più o meno intenso.
- odore: tipico, caratteristico.
- sapore: asciutto, intenso, caratteristico.

## Produzione
Provincia, stagione, volume in ettolitri
- Benevento  (1994/95)  2024,66
- Benevento  (1995/96)  2526,19
- Benevento  (1996/97)  4231,08